# Chiesa di San Giorgio allo Spadaio
La chiesa di San Giorgio allo Spadaio era un edificio sacro, oggi soppresso situato nel comune di Barberino Tavarnelle, nella città metropolitana di Firenze, arcidiocesi della medesima città.

## Storia
Le prime notizie dello spedale di San Giorgio risalgono al 19 aprile 1184 quando risulta effettuata una donazione di terre poste nel territorio della chiesa situata vicino a Ficaiola, località nei pressi della chiesa. La prima menzione certa della chiesa risale però alle Rationes Decimarum.
Nelle decime pontificie tra il 1276 e il 1302 la chiesa paga una cifra esigua (2 lire e 4 soldi), a dimostrazione della situazione economica non florida. La scarsa ricchezza ne determinò prima la rovina e poi la soppressione avvenuta prima del 1422.

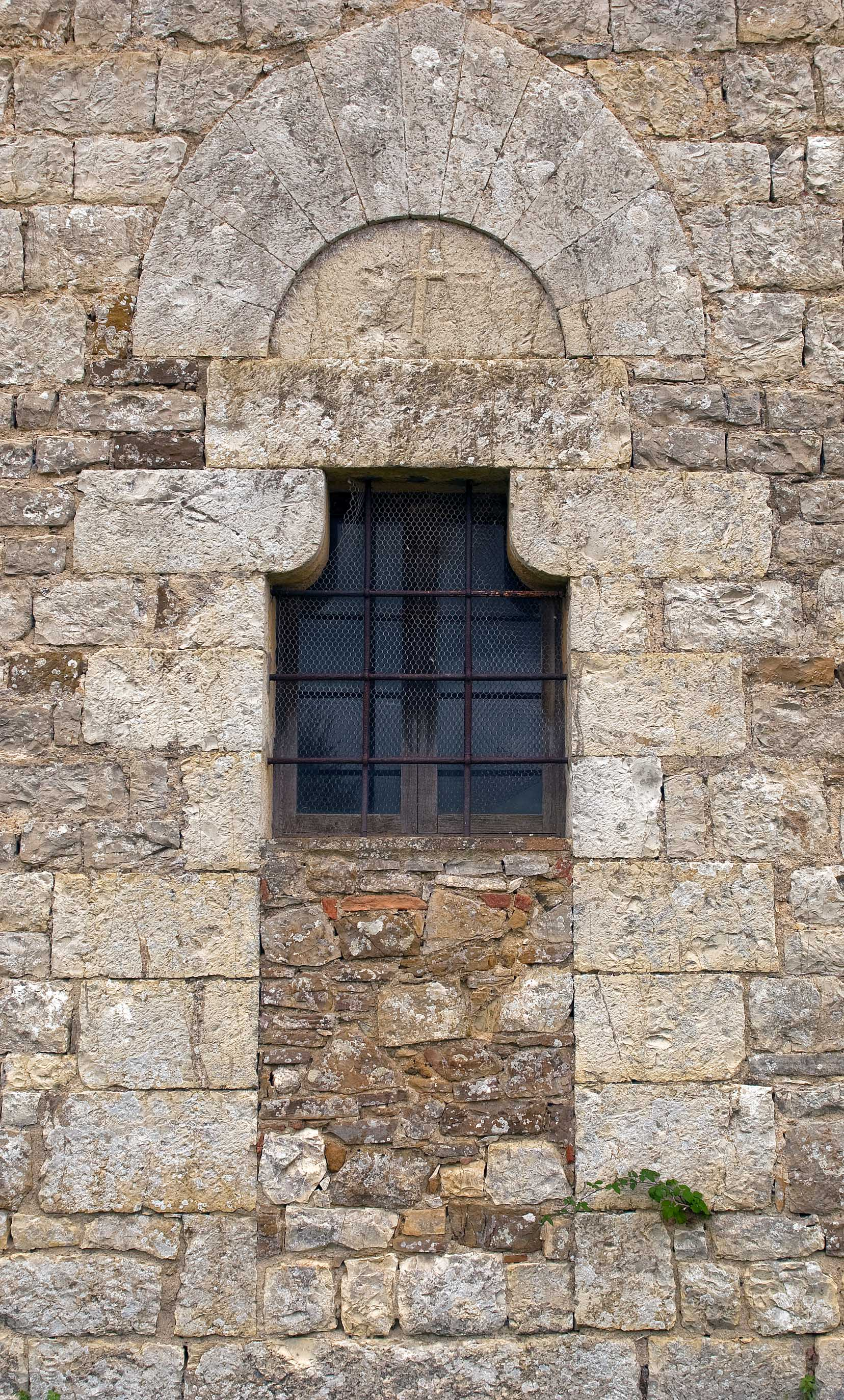
Portale destro

Trasformato in semplice oratorio, non conobbe mai floridezza economica. Patronato alla fine del XVIII secolo della famiglia Gherardini, passò in seguito alla famiglia Sacchetti che ne era titolare nel 1847 quando venne definitivamente soppresso e annesso alla chiesa di San Pietro a Olena.

## Architettura

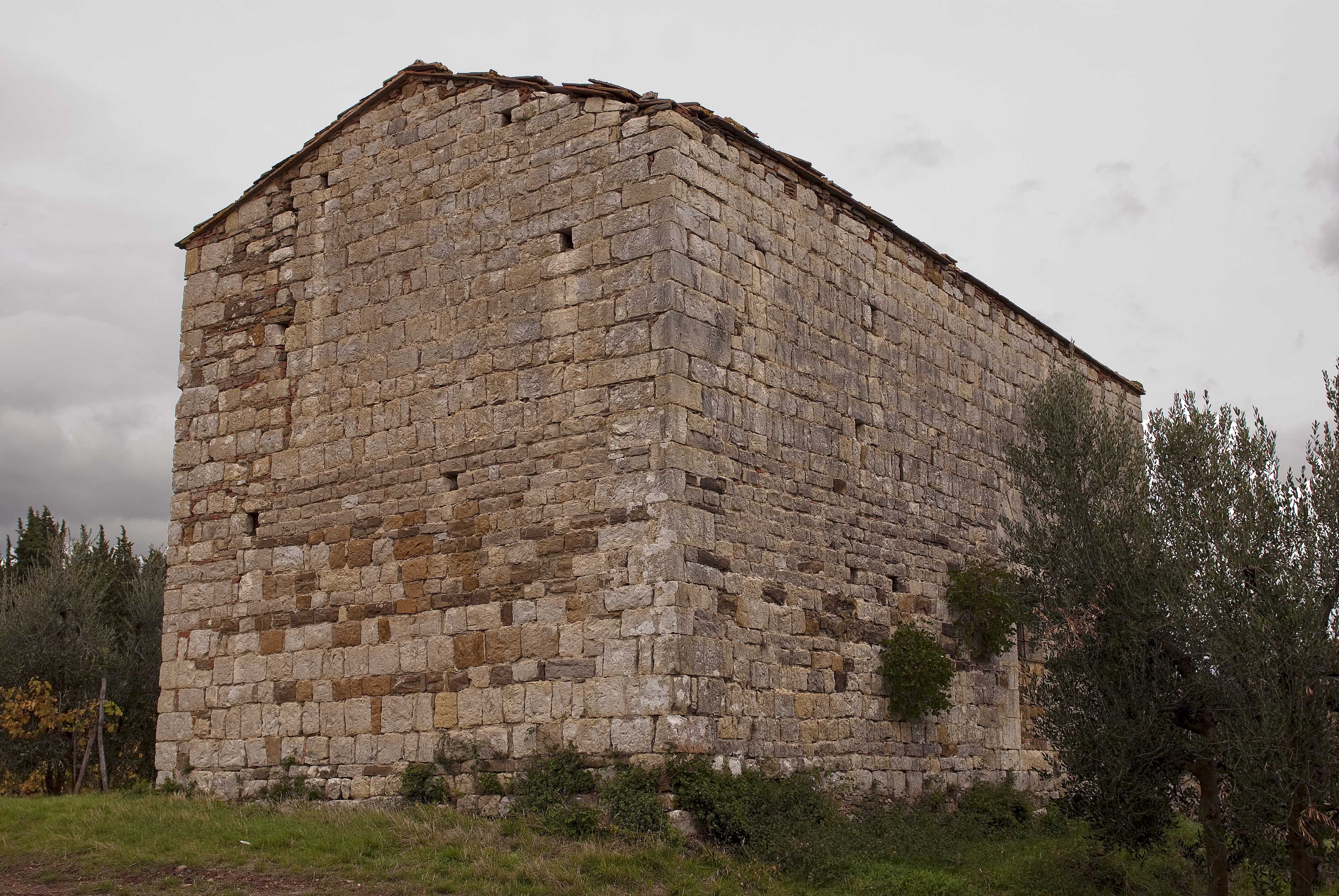
Fronte posteriore

La chiesa di San Giorgio è situata lungo la strada che congiunge San Donato in Poggio con Castellina in Chianti ed è costituita da una aula ad una sola navata, priva di abside e con copertura a tetto.

### Esterno

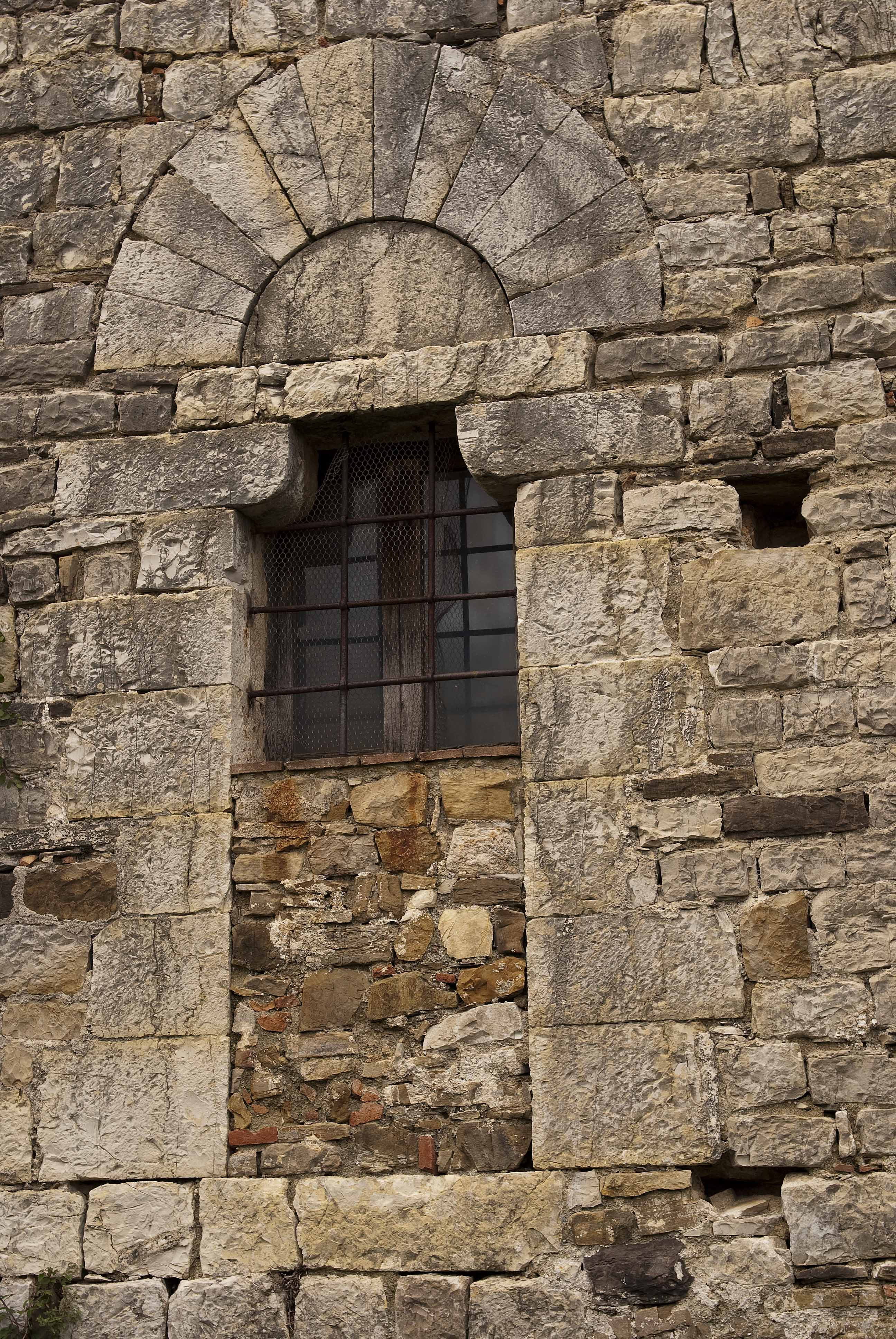
Portale sinistro

La facciata attuale in origine doveva essere la tribuna: questo perché in un'epoca imprecisata la chiesa subì il rovesciamento dell'orientamento. In facciata sono presenti una porta in mattoni e un occhio intonacato; vi è inoltre una monofora a doppio strombo.
Sul fianco destro al chiesa presenta un portale, presumibilmente destinato al presbiterio, con archivolto monolitico sul portalino, tamponato, con una sottile architrave sorretta da mensole convesse, lunetta monolitica e arco, il tutto da datarsi all'inizio del XIII secolo.
Sul fianco opposto è presente un portale, in origine destinato al popolo, del tutto simile all'altro che si differenzia per la lunetta decorata con una croce scolpita a rilievo. Sulla sinistra di questo portale è presente una stretta feritoia.
Il retro della chiesa è totalmente privo di aperture e mostra dei segni di un intervento di restauro effettuato sulla parte sinistra.

### Interno
L'interno dell'aula è intonacato e secondo alcuni studiosi dovette essere usato come ossario.